# Václav Šafránek
Václav Šafránek (* 20. Mai 1994 in Brünn) ist ein tschechischer Tennisspieler.

## Karriere
Václav Šafránek spielt hauptsächlich auf Turnieren der unterklassigen ITF Future Tour und ATP Challenger Tour. Auf der Future Tour konnte er bislang zehn Einzel- und vier Doppeltitel gewinnen. Seinen ersten Titel auf der Challenger Tour gewann er 2017 in Båstad. Zusammen mit Tuna Altuna setzte er sich im Finale gegen das indische Duo N. Sriram Balaji und N. Vijay Sundar Prashanth in zwei Sätzen durch.
Nachdem er 2017 bereits bei den French Open und Wimbledon Championships in der ersten Qualifikationsrunde gescheitert war, schaffte er bei den US Open zum ersten Mal den Sprung ins Hauptfeld eines Grand-Slam-Turniers. Dort traf er auf den an Nummer sieben gesetzten Bulgaren Grigor Dimitrow, gegen den er klar mit 1:6, 4:6, 2:6 verlor. Am 11. September erlangte er mit Rang 195 seine beste Platzierung in der Weltrangliste.

## Erfolge
| Legende (Anzahl der Siege)  |
| Grand Slam                  |
| ATP World Tour Finals       |
| ATP World Tour Masters 1000 |
| ATP World Tour 500          |
| ATP World Tour 250          |
| ATP Challenger Tour (1)     |

### Doppel

#### Turniersiege
| Nr. | Datum         | Turnier | Belag | Partner     | Finalgegner                                | Ergebnis |
| --- | ------------- | ------- | ----- | ----------- | ------------------------------------------ | -------- |
| 1.  | 15. Juli 2017 | Båstad  | Sand  | Tuna Altuna | N. Sriram Balaji N. Vijay Sundar Prashanth | 6:1, 6:4 |